# Beaucamps-le-Vieux
Beaucamps-le-Vieux is een gemeente in het Franse departement Somme (regio Hauts-de-France) en telt 1385 inwoners (1999). De plaats maakt deel uit van het arrondissement Amiens.

## Geografie
De oppervlakte van Beaucamps-le-Vieux bedraagt 5,0 km², de bevolkingsdichtheid is 277,0 inwoners per km².
De onderstaande kaart toont de ligging van Beaucamps-le-Vieux met de belangrijkste infrastructuur en aangrenzende gemeenten.

## Demografie
Onderstaande figuur toont het verloop van het inwonertal (bron: INSEE-tellingen).